# Илиев, Ивица
И́вица И́лиев (27 октября 1979, Белград, СФРЮ) — сербский футболист, нападающий.

## Биография

### Клубная карьера
Ивица воспитанник белградского клуба Рад, из которого перешёл в Партизан. В основном составе клуба играл с 1997 по 2004 год, затем перешёл в итальянскую Мессину. В 2006 году был в аренде в Дженоа. В 2007 году покинул сицилийский клуб и стал футболистом греческого ПАОКа, из которого после окончания сезона перешёл в немецкий Энерги, а годом позже в тель-авивский Маккаби. В 2010 году вернулся в Партизан, с которым стал чемпионом и обладателем кубка Сербии, а также лучшим бомбардиром сербской Суперлиги. В следующем сезоне перешёл в Вислу.

### Карьера в сборной
В 2003 году сыграл в двух матчах сборной Сербии и Черногории, с Германией и Польшей, в ворота которой забил свой единственный гол за сборную.

## Достижения
- Чемпион Сербии и Черногории: 1998/99, 2001/02, 2002/03
- Чемпион Сербии: 2010/11
- Обладатель Кубка Югославии: 1997/98, 2000/01
- Обладатель Кубка Сербии: 2010/11
- Лучший бомбардир сербской Суперлиги: 2010/11
- В сборной сезона Суперлиги: 2010/11